# Déodat de Traînel
Déodat de Traînel ou Dieudonné de Traînel († avant 1079) est le premier seigneur connu de Traînel, en Champagne, au milieu du XIe siècle.

## Biographie
Il est le premier seigneur de Traînel connu.
Il est cité seulement comme témoin laïque dans une charte de Richer, archevêque de Sens, pour un privilège qu'il accorde au chapitre de Saint-Quiriace de Provins, à la demande de Thibaut Ier, comte de Champagne,. Bien que non datée, cette charte a été rédigée entre 1062 et 1079.
Dès 1079 apparait un autre seigneur de Traînel et de Pont-sur-Seine, prénommé Pons, qui est probablement le fils et successeur de Déodat qui est donc supposé déjà décédé à cette date.
Toutefois, l'historien Edouard de Saint Phalle émet l'hypothèse que Déodat pourrait être un membre du clergé sénonais et un frère de Pons.

## Mariage et enfants
Le nom de son épouse est inconnu, mais il semble avoir eu au moins un fils (à moins que ce ne soit un frère) :
- Pons Ier de Traînel, qui lui succède probablement[1].